# Zina Blănuță
Zina Blănuță Etschberger (n. 22 septembrie 1913, Șipoteni - Lăpuș - d. 17 noiembrie 1997) - pictoriță româncă din secolul XX. Elevă a lui Nicolae Tonitza, a reprezentat în operele sale o gamă variată de subiecte, cele mai reprezentative fiind „capetele de copii” și flori - natură. De-a lungul activității sale abordează diferite tehnici de pictură (creion, acuarelă, ulei), însă, cu toate acestea, operele sale sunt caracterizate de o unitate compozițională aparte. 

## Biografie
S-a născut în data de 22 septembrie 1913 la Șipoteni – Lăpuș. În anul 1932 devine bursieră prin concurs la Academia de Arte Frumoase Iași, clasa profesor Nicolae Tonitza. În 1936 devine absolventă a Academiei de Arte Frumoase Iași, secția pictură și își începe participările la expoziții și saloane. În anul 1937 participă la expoziția profesorilor de la Academia de Arte Frumoase Iași. În anul 1943 participă la „Salonul Oficial al Moldovei”. Între anii 1943 – 1945 are numeroase participări la „Salonul Oficial București”. În1945 are loc o expoziție personală la București. Participă, în 1946, la expoziția regională „Ardealul” – Cluj. Între anii 1945 – 1998 se vor desfășura 15 expoziții personale la București și Brașov, participă la 7 expoziții republicane. În 1973 pictorița este comisar și participant la expoziția de grup din Wroclaw – Polonia. În 1975 este invitată la Simpozionul Internațional My Osectniza – Polonia. În 1993 are loc o expoziție retrospectivă – 80 de ani de viață. Se stinge din viață în data de 17 noiembrie 1997

## Critici
„Admir energia Zinei Blănuță, curajul, entuziasmul permanent, supraviețuirea înfrângerilor, perseverența hrănirii unui univers personal desfășurat de la arta-obiect de intimă prezență în spațiul căminului, la pictura manifest din spațiul social însuflețită de patosul marilor sentimente omenești. Dacă retrospectiva izbutește să ne restituie selectat periplul acestui univers, reconstituindu-și-l, Zina Blănuță nu împlinește numai un bilanț pe propria-i răspundere la care are dreptul și datoria, ci mai ales își reverifică forțele în vederea demersurilor viitoare.”—Horia Horșia, critic de artă
„Elevă a lui Tonitza, ajunsă apoi, prin căsătorie, în străvechiul oraș de la poalele Tâmpei, unde lucrează și expune de un lung șir de ani, Zina Blănuță mai păstrează s-ar putea zice în semn de omagiu, atunci când pictează capete de copii cu acei ochi nedumeriți în fața miracolului vieții, ceva din candoarea atât de plină de farmec a prestigiosului său maestru, ca și pasiunea pentru culoarea luminoasă, acel optimism ce se desprinde aproape constant din tablourile ei… pentru Zina Blănuță a picta înseamnă însuși modul său de a fi, de a comunica celorlalți, prin intermediul culorii și al liniilor, sentimentele încercate în fața spectacolului cromatic al lumii.

Pictează pentru a se exprima pe sine, printr-o puternică, irezistibilă nevoie de confesiune. Dacă, să zicem, n-ar avea la îndemână pensule și culori, sunt încredințat că ar desena pe nisip, sau și-ar picta pereții și ferestrele casei cu zeamă de bozii sau petale de flori. Sunt în evoluția sa, nu o dată sinuoasă, căutări, reveniri, interferențe. Pentru că, se știe pictura își pârguiește târziu roadele. Pentru a ajunge la acea muzicalitate a culorilor, din această ultimă etapă, la claritatea tonurilor așternute pe mari suprafețe, prin care delimitează conturul formelor aproape sculptural decupate, într-o viziune decorativă, i-a trebuit desigur multă energie, perseverență, o serioasă încordare a forțelor, semn neîndoielnic al dragostei pentru pictură. Mi-aș îngădui să observ, înainte de toate, ca pe o trăsătură definitorie, franchețea întâlnită adesea în tablourile sale, o sinceritate ingenuă, în sensul să facă ceea ce crede și totodată crede ceea ce face, că nu vrea să fie cu orice preț „la modă”, ci dimpotrivă „poartă, ceea ce știe că i se potrivește”; cântă, vreau să spun, pe limba sa, nu cu voce de împrumut, iar ceea ce se spune este accesibil oricui. Pasiune descoperită târziu, abia prin 1968, acuarela pare a fi o tehnică potrivită pentru temperamentul său impetuos, exploziv… Se simte aici emoția discretă, spontaneitatea gestului, impresia produsă asupra ei de frumusețea realității înconjurătoare, investigată cu atent spirit de observație, cu o sensibilitate cultivată. Artista are un fel propriu de a surprinde prospețimea obiectelor contemplate, fie că e vorba de o floare, de un peisaj sau de chipul unei tinere făpturi. 

...O retrospectivă constituie un bilanț al îndoielilor, dar și al certitudinilor, un prilej de meditație și de verificare a potențelor creatoare, din care se pot sorbi energii noi, sporite, pentru etapa următoare, în necontenita alergare după ispititoarea nălucă a artei.”—Marin Mihalache, critic de artă